# الكشفية والإرشادية في البحرين
الحركة الكشفية والإرشادية في مملكة البحرين تمثلها: 
- الاتحاد البحريني للفتيات المرشدات: عضو في الجمعية العالمية للمرشدات وفتيات الكشافة.
- جمعية كشافة البحرين: عضو في المنظمة العالمية للحركة الكشفية.

## الوحدات الدولية للكشافة في البحرين
بالإضافة إلى ذلك هناك الكشافة الأمريكية في المنامة وهي فرع للكشافة الأمريكية التي تدعم وحدات في جميع أنحاء العالم. ينتسب إليها عادة أبناء الجنود الأمريكيين والأجانب المنتسبين في مدرسة البحرين.

### الكشافة البريطانية عبر البحار - المجموعات الكشفية البحرينية
الكشافة البريطانية لها تاريخ طويل مع الكشافة في الشرق الأوسط. في البحرين تعمل منظمات الكشافة البريطانية من عقد 1950.
الكشافة البريطانية في الخارج موجودة لدعم الأسر في جميع أنحاء العالم، حيث بسبب الحواجز الثقافية أو اللغوية (حقيقة أن الناس من المملكة المتحدة الذين يعيشون في الخارج لا يتأقلمون كثيرا ويرحلون سريعا) فإنه ليس من الممكن دائما للشباب من المملكة المتحدة الانضمام إلى الحركة الكشفية المحلية في البلد الذي يقيمون فيه. الأهم من ذلك فإن الأعضاء الحاليين لجمعية كشافة المملكة المتحدة الذين يرغبون في مواصلة مشاركتهم مع الحركة بينما الذين يعيشون هنا في يمكن القيام بذلك إذا رغبوا في ذلك.
حتى أوائل 2014 الخطط على قدم وساق لتنشيط الحركة الكشفية البحرينية التي من المرجح أن تتبناها مدرسة سانت كريستوفر البحرين.